# Sclerophrys tuberosa
Espèce
Synonymes
- Bufo tuberosus Gunther, 1858
- Amietophrynus tuberosus (Gunther, 1858)
- Bufo polycerus Werner, 1897

Statut de conservation UICN

 LC  : Préoccupation mineure
Sclerophrys tuberosa est une espèce d'amphibiens de la famille des Bufonidae.

## Répartition
Cette espèce se rencontre jusqu'à 1 050 m d'altitude, :
- dans la moitié Sud du Cameroun ;
- en Guinée équatoriale au Río Muni et sur l'île de Bioko ;
- au Gabon ;
- dans le Sud-Ouest de la République centrafricaine ;
- dans la moitié Nord de la République du Congo ;
- dans le Nord-Est de la République démocratique du Congo.

## Publication originale
- Günther, 1858 : Catalogue of the Batrachia Salientia in the collection of the British Museum (texte intégral).